# Buste de Nicolas Poussin
Pour les articles homonymes, voir Poussin.
Le Buste de Nicolas Poussin est un buste en marbre réalisé par le sculpteur flamand François Duquesnoy, dont Nicolas Poussin était un ami proche.
Achevé dans les années 1630, il est conservé à Berlin au Bode-Museum.
Les visions de Poussin et de Duquesnoy étaient en contradiction avec le style baroque dominant d'artistes tels que Gian Lorenzo Bernini et Pietro da Cortona. 

## Description
Duquesnoy se retrouve en contact étroit avec un nombre notable d’artistes présents dans le contexte romain ; parmi ceux-ci, en particulier, Poussin lui-même. Les deux hommes ont même partagé une maison en 1626.
Duquesnoy a réalisé pour Poussin un petit buste aux détails finement travaillés. La figure a une expression mélancolique, tandis que le rendu élégant de la moustache et la composition elle-même rappellent fortement le Nain de Crequi et le buste du cardinal Maurice de Savoie, tous deux œuvres de Fiammingo. La physionomie et la surface de la peau sont rendues avec une grande délicatesse, qui contraste presque avec la longue chevelure ondulée qui encadre le visage de Poussin.